# Râul Corcodanu
Râul Corcodanu este un curs de apă, afluent al râului Boșorogu. 